# Cosmelieae
Cosmelieae, tribus  vrjesovki, dio potporodice Epacridoideae. Opisan je 2002. godine. Pripada mu 3 roda, od kojih su dva isključivo iz Australije i jedan iz Novog Zelanda (Južni otok) i Australije.
Vrste tribusa Cosmelieae potječu još iz ranih pleistocenskih sedimenata Stony Creek Basina, u Victoriji, Australija.

## Rodovi
1. Andersonia R.Br.
2. Cosmelia R.Br.
3. Sprengelia Sm.